# Rebreather

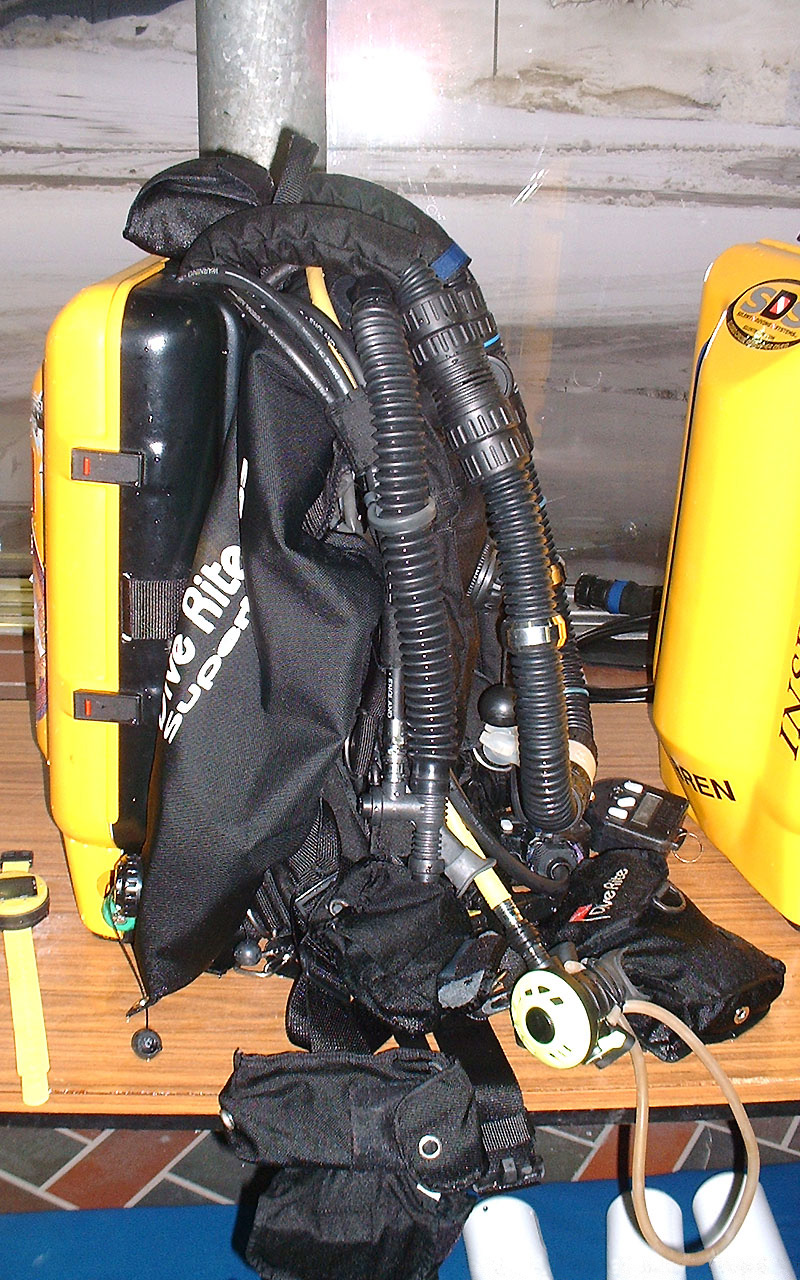
Um rebreather eletrônico totalmente fechado (Ambient Pressure Diving Inspiration)

O Rebreather é um aparelho que possibilita que o usuário inspire novamente o gás expirado. Esse equipamento permite que o oxigênio exalado na fase inicial da respiração retorne à bolsa-reservatório, reciclando-o. O rebreather permite que o usuário fique embaixo d'água de duas a três horas, quatro vezes mais tempo do que ficaria com a mesma quantidade de oxigénio de um equipamento convencional.